# Stanisław Orłowski (fotograf)
Stanisław Orłowski (ur. 1934 w Zamościu) – polski artysta fotograf. Członek Okręgu Świętokrzyskiego Związku Polskich Artystów Fotografików. Członek honorowy Fotoklubu Rzeczypospolitej Polskiej. Członek założyciel i członek honorowy Zamojskiego Towarzystwa Fotograficznego. Wiceprzewodniczący Komisji Fotografii Krajoznawczej Zarządu Głównego Polskiego Towarzystwa Turystyczno-Krajoznawczego.

## Życiorys
Stanisław Orłowski mieszka i tworzy w Zamościu, fotografuje od 1950 roku. Jest absolwentem Liceum Ogólnokształcącego im. Jana Zamoyskiego oraz Wydziału Prawa i Administracji Uniwersytetu Marii Curie-Skłodowskiej w Lublinie.
W 1959 roku wstąpił do lubelskiego oddziału Polskiego Towarzystwa Fotograficznego. W 1960 roku był współzałożycielem Sekcji Fotografii Krajoznawczej PTTK w Zamościu. W 1961 roku był inicjatorem i współzałożycielem Zamojskiego Towarzystwa Fotograficznego (powstałego na bazie lubelskiego oddziału PTF), w którym pełnił funkcję prezesa przez 50 lat – do 2011 roku. W roku 2012 został honorowym prezesem ZTF. Był przewodniczącym komisji rewizyjnej (nieistniejącej obecnie) Federacji Amatorskich Stowarzyszeń Fotograficznych w Polsce (przez kilka kadencji). W latach 1968–2011 był jednym ze współorganizatorów Ogólnopolskiego Biennale Fotografii „Zabytki”, organizowanego przez Zamojskie Towarzystwo Fotograficzne przy współpracy Urzędu Miasta w Zamościu. Od 1988 roku pracuje społecznie jako kurator, kustosz w Zamojskiej Galerii Fotografii „Ratusz”.
Stanisław Orłowski jest autorem i współautorem wielu wystaw fotograficznych; indywidualnych, zbiorowych, poplenerowych, pokonkursowych. Szczególne miejsce w jego twórczości zajmuje fotografowanie Zamościa, fotografia krajobrazowa, fotografia rodzajowa, fotografia architektury, fotografia reportażowa (do część swoich prac stosuje fotograficzne techniki specjalne). Jest uczestnikiem (prowadzącym) wielu spotkań, wykładów, prelekcji, sympozjów, warsztatów fotograficznych. Zasiada w składzie jury w licznych konkursach fotograficznych.
Jest członkiem rzeczywistym Okręgu Świętokrzyskiego Związku Polskich Artystów Fotografików (legitymacja nr 779). Jest członkiem honorowym Fotoklubu Rzeczypospolitej Polskiej, członkiem honorowym Związku Polskich Fotografów Przyrody oraz członkiem honorowym Towarzystwa Fotograficznego im. Edmunda Osterloffa w Radomsku.
W 2009 roku Stanisław Orłowski obchodził 50. lecie pracy twórczej. W 2002 roku został wyróżniony Nagrodą Honorową im. Fryderyka Kremsera. W 2010 roku został laureatem nagrody Zamojskiej Osobowości 2009 Roku (Statuetki MORANDO2009). W 2018 roku został uhonorowany Medalem „Za Zasługi dla Fotografii Polskiej” – odznaczeniem przyznawanym przez Kapitułę Fotoklubu Rzeczypospolitej Polskiej Stowarzyszenia Twórców – w 100. rocznicę odzyskania przez Polskę niepodległości.

## Odznaczenia
- Złoty Medal „Zasłużony dla Fotografii Polskiej”[31]
- Medal „Za Zasługi dla Fotografii Polskiej” (2018)[32]

## Publikacje (albumy)
- „Mój Zamość 1960–1980” (2016)[33][34]
- „Dwie dekady 1980–2000” (2018)[35]